# Mary Somerville
Mary Somerville, född Fairfax den 26 december 1780 i Jedburgh, Scottish Borders, död den 28 november 1872 i Neapel, var en brittisk (skotsk) författare, astronom och matematiker. 
Hon var dotter till amiralen William George Fairfax. Hon gifte sig 1804 med kapten Samuel Greig, son till amiralen med samma namn. De fick två barn. Efter Greigs död 1807 gifte hon om sig (1812) med sin kusin William Somerville, läkare och författare. De fick fyra barn. 
Under Somervilles ledning ägnade hon sig åt studiet av naturvetenskaperna, något som var ovanligt för kvinnor på den tiden. Efter giftermålet träffade hon tidens mest framstående vetenskapsmän, bland dem Pierre Simon de Laplace, som gav henne erkännandet att hon var den enda person som förstod hans arbeten. Mary Somerville studerade matematik och astronomi och blev den andra vetenskapskvinnan som vann erkännande i England efter Caroline Herschel. Hon var väninna till Anne Isabella Byron och undervisade dennas dotter Ada.
Mary Somervilles egna studier inom en rad olika vetenskaper och hennes kontakter med kända vetenskapsmän gav henne en unik överblick av den tidens vetande. Hennes bearbetning av Laplaces Mécanique céleste, (1831), gjorde henne med ens berömd. Även hennes senare arbeten: Connection of the physical sciences (1834; 11:e upplagan 1859), Physical geography (2 band, 1848; 7:e upplagan 1877; svensk översättning "Fysisk geografi", 2 band, 1854–1856) och Molecular and microscopic science (2 band, 1869), fick livligt erkännande. År 1835 blev hon hedersledamot av Royal Astronomical Society och erhöll en statspension om 300 pund. Hennes Personal recollections, skildringar av såväl kulturhistoriskt som biografiskt intresse, kom ut 1873.

## Eftermäle
Somerville College vid Oxfords universitet, grundat 1879, är uppkallat efter henne.
Nedslagskratern Somerville på månen och asteroiden 5771 Somerville är båda uppkallade efter henne.